# Eulamprus sokosoma
Eulamprus sokosoma är en ödleart som beskrevs av  Allen E. Greer 1992. Eulamprus sokosoma ingår i släktet Eulamprus och familjen skinkar. IUCN kategoriserar arten globalt som livskraftig. Inga underarter finns listade i Catalogue of Life.